# Tournoi de tennis des championnes (WTA 2016)
Le Trophée de l'élite est un tournoi de tennis professionnel féminin. L'édition 2016, classée en catégorie Masters, se déroule du 1er au 6 novembre 2016 à Zhuhai.

## Primes et points
| Tour                             | Prime          | Points |
| -------------------------------- | -------------- | ------ |
| Victoire                         | RR + 465 000 $ | + 460  |
| Finale                           | RR + 155 000 $ | + 200  |
| Demi-finale                      | RR + 16 000 $  | –      |
| Poule (par match gagné)          | + 74 500 $     | + 80   |
| Poule (2 matchs joués)           | 41 000 $       | 80     |
| Pour chaque remplaçante          | 11 000 $       | –      |
| Cumul pour le vainqueur invaincu | 655 000 $      | 700    |

| Tour                          | Prime         | Points |
| ----------------------------- | ------------- | ------ |
| Victoire                      | RR + 20 200 $ | –      |
| Finale                        | RR + 10 100 $ | –      |
| Poule (par match gagné)       | + 5 200 $     | –      |
| Poule (2 matchs joués)        | 15 500 $      | –      |
| Cumul pour l'équipe invaincue | 46 100 $      | –      |

## Faits marquants
- On note les forfaits de l'Américaine Venus Williams, tenante du titre, de la Biélorusse Victoria Azarenka qui a mis un terme à sa saison après l'annonce de sa grossesse[3] et de la Danoise Caroline Wozniacki, blessée au pied.
- Carla Suárez Navarro déclare forfait la veille de son premier match car elle souffre toujours d'une blessure au poignet[4]. C'est donc la Hongroise Tímea Babos qui la remplace.
- En double, les tenantes du titre Liang Chen et Wang Yafan sont de nouveau invitées à participer au tournoi et défendront donc leur titre. D'autre part, le tableau est marqué par la présence de paires de double inédites puisque la plupart des joueuses n'ont jamais fait équipe ensemble avant ce tournoi. Le peu d'attrait pour ce tableau s'explique par une dotation faible et l'absence de point à gagner.

## Fonctionnement de l'épreuve
L'épreuve se dispute selon les modalités dites du « round robin ». Les douze joueuses du top 20 non qualifiées pour le Masters sont séparées en quatre groupes de trois. S'affrontant toutes entre elles, seules les premières de chacun des groupes sont conviées en demi-finale, avant l'ultime confrontation pour le titre.
Le tournoi de double dames regroupe les six paires non qualifiées, qui se dispute aussi en « round robin ». Les six paires sont séparées en deux groupes de trois. S'affrontant toutes entre elles, seules les premières de chacun des deux groupes sont conviées directement à jouer pour le titre.
Pour départager les joueuses ou les équipes dans les groupes, le premier critère est le nombre de matchs remportés puis le nombre de matchs joués. Si deux joueuses/équipes sont à égalité, leur confrontation directe les départage. Si trois joueuses/équipes sont à égalité, on compare le pourcentage de sets gagnés puis le pourcentage de jeux gagnés.

## Résultats en simple

### Participantes
| #     | Classement WTA Race | Joueuse              | Points | Saison (titres) | Résultat   |
| ----- | ------------------- | -------------------- | ------ | --------------- | ---------- |
| 1     | 9                   | Johanna Konta        | 3455   | 44-21 (1)       | 1/2 finale |
| 2     | 10                  | Carla Suárez Navarro | 3170   | 39-21 (1)       | Forfait    |
| -     | -                   | Victoria Azarenka    | 3061   | 26-3 (3)        | Forfait    |
| 3     | 11                  | Petra Kvitová        | 2715   | 44-22 (1)       | Victoire   |
| 4     | 12                  | Elina Svitolina      | 2456   | 38-21 (1)       | Finale     |
| -     | 13                  | Venus Williams       | 2241   | 26-15 (1)       | Forfait    |
| -     | 14                  | Caroline Wozniacki   | 2210   | 34-17 (2)       | Forfait    |
| 5     | 15                  | Roberta Vinci        | 2190   | 28-24 (1)       | Poules     |
| 6     | 16                  | Timea Bacsinszky     | 2188   | 31-22 (1)       | Poules     |
| 7     | 17                  | Elena Vesnina        | 2094   | 39-19 (0)       | Poules     |
| 8     | 18                  | Samantha Stosur      | 2090   | 30-22 (0)       | Poules     |
| 9     | 19                  | Barbora Strýcová     | 2070   | 37-23 (0)       | Poules     |
| 10    | 20                  | Kiki Bertens         | 1816   | 49-20 (1)       | Poules     |
| 11    | 21                  | Caroline Garcia      | 1725   | 33-24 (2)       | Poules     |
| 12/WC | 26                  | Zhang Shuai          | 1585   | 37-21 (0)       | 1/2 finale |

| Classement WTA Race | Joueuse     | Résultat |
| ------------------- | ----------- | -------- |
| 23                  | Tímea Babos | Poules   |

### Groupe Azalée
| Joueuse                 | JK  | SS  | CG  | % victoires |
| ----------------------- | --- | --- | --- | ----------- |
| Johanna Konta (no 1)    |     | 0-0 | 1-1 | 50          |
| Samantha Stosur (no 8)  | 0-0 |     | 0-0 | -           |
| Caroline Garcia (no 11) | 1-1 | 0-0 |     | 50          |

#### Résultats
| Date            | Vainqueur       | Adversaire      | Score    | Durée      |
| --------------- | --------------- | --------------- | -------- | ---------- |
| 2 novembre 2016 | Johanna Konta   | Samantha Stosur | 6-4, 6-2 | 1 h 18 min |
| 3 novembre 2016 | Caroline Garcia | Samantha Stosur | 6-4, 6-3 | 1 h 28 min |
| 4 novembre 2016 | Johanna Konta   | Caroline Garcia | 6-2, 6-2 | 1 h 0 min  |

#### Classement
| Rang poule | Classement WTA Race | Joueuse         | Match(s) G-P | Set(s) G-P  | Jeux G-P     |
| ---------- | ------------------- | --------------- | ------------ | ----------- | ------------ |
| 1          | 9                   | Johanna Konta   | 2-0          | 4-0 (100 %) | 24-10 (71 %) |
| 2          | 21                  | Caroline Garcia | 1-1          | 2-2 (50 %)  | 16-19 (46 %) |
| 3          | 18                  | Samantha Stosur | 0-2          | 0-4 (0 %)   | 13-24 (35 %) |

### Groupe Camellia
| Joueuse                     | CSN | TBac | ZS  | TBab | % victoires |
| --------------------------- | --- | ---- | --- | ---- | ----------- |
| Carla Suárez Navarro (no 2) |     | 4-3  | 2-0 | 3-0  | 75          |
| Timea Bacsinszky (no 6)     | 3-4 |      | 0-1 | 2-0  | 71,4        |
| Zhang Shuai (no 12/WC)      | 0-2 | 1-0  |     | 0-1  | 25          |
| Tímea Babos (no 13/Alt)     | 0-3 | 0-2  | 1-0 |      | 16,7        |

#### Résultats
| Date              | Vainqueur        | Adversaire       | Score     | Durée      |
| ----------------- | ---------------- | ---------------- | --------- | ---------- |
| 1er novembre 2016 | Zhang Shuai      | Timea Bacsinszky | 6-1, 6-1  | 57 min     |
| 2 novembre 2016   | Timea Bacsinszky | Tímea Babos      | 6-4, 6-2  | 1 h 20 min |
| 3 novembre 2016   | Zhang Shuai      | Tímea Babos      | 7-62, 6-4 | 1 h 36 min |

#### Classement
| Rang poule | Classement WTA Race | Joueuse          | Match(s) G-P | Set(s) G-P  | Jeux G-P     |
| ---------- | ------------------- | ---------------- | ------------ | ----------- | ------------ |
| 1          | 26                  | Zhang Shuai      | 2-0          | 4-0 (100 %) | 25-12 (68 %) |
| 2          | 16                  | Timea Bacsinszky | 1-1          | 2-2 (50 %)  | 14-18 (44 %) |
| 3          | 23                  | Tímea Babos      | 0-2          | 0-4 (0 %)   | 16-25 (39 %) |

### Groupe Pivoine
| Joueuse                 | PK  | RV  | BS  | % victoires |
| ----------------------- | --- | --- | --- | ----------- |
| Petra Kvitová (no 3)    |     | 3-3 | 6-1 | 69,2        |
| Roberta Vinci (no 5)    | 3-3 |     | 4-2 | 58,3        |
| Barbora Strýcová (no 9) | 1-6 | 2-4 |     | 23,1        |

#### Résultats
| Date              | Vainqueur        | Adversaire       | Score    | Durée      |
| ----------------- | ---------------- | ---------------- | -------- | ---------- |
| 1er novembre 2016 | Barbora Strýcová | Roberta Vinci    | 6-4, 6-3 | 1 h 18 min |
| 2 novembre 2016   | Petra Kvitová    | Roberta Vinci    | 6-1, 6-2 | 46 min     |
| 4 novembre 2016   | Petra Kvitová    | Barbora Strýcová | 6-1, 6-4 | 1 h 11 min |

#### Classement
| Rang poule | Classement WTA Race | Joueuse          | Match(s) G-P | Set(s) G-P  | Jeux G-P     |
| ---------- | ------------------- | ---------------- | ------------ | ----------- | ------------ |
| 1          | 11                  | Petra Kvitová    | 2-0          | 4-0 (100 %) | 24-8 (75 %)  |
| 2          | 19                  | Barbora Strýcová | 1-1          | 2-2 (50 %)  | 17-19 (47 %) |
| 3          | 15                  | Roberta Vinci    | 0-2          | 0-4 (0 %)   | 10-24 (29 %) |

### Groupe Rose
| Joueuse                | ES  | EV  | KB  | % victoires |
| ---------------------- | --- | --- | --- | ----------- |
| Elina Svitolina (no 4) |     | 1-2 | 0-0 | 33,3        |
| Elena Vesnina (no 7)   | 2-1 |     | 0-0 | 66,7        |
| Kiki Bertens (no 10)   | 0-0 | 0-0 |     | -           |

#### Résultats
| Date              | Vainqueur       | Adversaire    | Score         | Durée      |
| ----------------- | --------------- | ------------- | ------------- | ---------- |
| 1er novembre 2016 | Elina Svitolina | Kiki Bertens  | 2-6, 6-4, 6-2 | 1 h 52 min |
| 3 novembre 2016   | Elina Svitolina | Elena Vesnina | 6-4, 6-2      | 1 h 24 min |
| 4 novembre 2016   | Elena Vesnina   | Kiki Bertens  | 6-4, 7-65     | 1 h 36 min |

#### Classement
| Rang poule | Classement WTA Race | Joueuse         | Match(s) G-P | Set(s) G-P | Jeux G-P     |
| ---------- | ------------------- | --------------- | ------------ | ---------- | ------------ |
| 1          | 12                  | Elina Svitolina | 2-0          | 4-1 (80 %) | 26-18 (59 %) |
| 2          | 17                  | Elena Vesnina   | 1-1          | 2-2 (50 %) | 19-22 (46 %) |
| 3          | 20                  | Kiki Bertens    | 0-2          | 1-4 (20 %) | 22-27 (45 %) |

### Tableau final
|  |                 |                 |            |            |            |                 |                 |               |            |            |        |        |
|  | 1/2 finale      | 1/2 finale      | 1/2 finale | 1/2 finale | 1/2 finale |                 |                 | Finale        | Finale     | Finale     | Finale | Finale |
|  | 5 novembre 2016 | 5 novembre 2016 | 1 h 40 min | 1 h 40 min | 1 h 40 min |                 |                 |               |            |            |        |        |
|  | 5 novembre 2016 | 5 novembre 2016 | 1 h 40 min | 1 h 40 min | 1 h 40 min |                 |                 |               |            |            |        |        |
|  | Johanna Konta   | (1)             | 6          | 1          | 4          |                 |                 |               |            |            |        |        |
|  | Johanna Konta   | (1)             | 6          | 1          | 4          | 6 novembre 2016 | 6 novembre 2016 | 1 h 10 min    | 1 h 10 min | 1 h 10 min |        |        |
|  | Elina Svitolina | (4)             | 2          | 6          | 6          | 6 novembre 2016 | 6 novembre 2016 | 1 h 10 min    | 1 h 10 min | 1 h 10 min |        |        |
|  | Elina Svitolina | (4)             | 2          | 6          | 6          | Elina Svitolina | (4)             | 4             | 2          |            |        |        |
|  | 5 novembre 2016 | 5 novembre 2016 | 1 h 6 min  | 1 h 6 min  | 1 h 6 min  | Elina Svitolina | (4)             | 4             | 2          |            |        |        |
|  | 5 novembre 2016 | 5 novembre 2016 | 1 h 6 min  | 1 h 6 min  | 1 h 6 min  |                 |                 | Petra Kvitová | (3)        | 6          | 6      |        |
|  | Zhang Shuai     | (12/WC)         | 2          | 2          |            |                 |                 | Petra Kvitová | (3)        | 6          | 6      |        |
|  | Zhang Shuai     | (12/WC)         | 2          | 2          |            |                 |                 |               |            |            |        |        |
|  | Petra Kvitová   | (3)             | 6          | 6          |            |                 |                 |               |            |            |        |        |
|  | Petra Kvitová   | (3)             | 6          | 6          |            |                 |                 |               |            |            |        |        |

### Classement final
| Résultat       | Classement WTA Race | Joueuse          | Match(s) G-P | Set(s) G-P | Jeux G-P | Points gagnés | Nouveau rang |
| -------------- | ------------------- | ---------------- | ------------ | ---------- | -------- | ------------- | ------------ |
| Vainqueur      | 11                  | Petra Kvitová    | 4-0          | 8-0        | 48-18    | 700           | 11           |
| Finaliste      | 12                  | Elina Svitolina  | 3-1          | 6-4        | 46-41    | 440           | 14           |
| Demi-finaliste | 9                   | Johanna Konta    | 2-1          | 5-2        | 35-24    | 240           | 10           |
| Demi-finaliste | 26                  | Zhang Shuai      | 2-1          | 4-2        | 29-24    | 240           | 24           |
| Poule          | 16                  | Timea Bacsinszky | 1-1          | 2-2        | 14-18    | 160           | 15           |
| Poule          | 17                  | Elena Vesnina    | 1-1          | 2-2        | 19-22    | 160           | 16           |
| Poule          | 19                  | Barbora Strýcová | 1-1          | 2-2        | 17-19    | 160           | 20           |
| Poule          | 21                  | Caroline Garcia  | 1-1          | 2-2        | 16-19    | 160           | 23           |
| Poule          | 15                  | Roberta Vinci    | 0-2          | 0-4        | 10-24    | 80            | 18           |
| Poule          | 18                  | Samantha Stosur  | 0-2          | 0-4        | 13-24    | 80            | 21           |
| Poule          | 20                  | Kiki Bertens     | 0-2          | 1-4        | 22-27    | 80            | 22           |
| Poule          | 23                  | Tímea Babos      | 0-2          | 0-4        | 16-25    | 80            | 26           |

## Résultats en double

### Parcours
| #    | Classement WTA | Équipe                                | Classement WTA Race | Points | Saison (titres) | Résultat |
| ---- | -------------- | ------------------------------------- | ------------------- | ------ | --------------- | -------- |
| 1    | 65             | Andreja Klepač Arantxa Parra Santonja | **                  | **     | 0-0 ^           | Poules   |
| 2    | 96             | İpek Soylu Xu Yifan                   | **                  | **     | 0-0 ^           | Victoire |
| 3    | 104            | Anastasia Rodionova Olga Savchuk      | **                  | **     | 0-1             | Poules   |
| 4    | 106            | Oksana Kalashnikova Tatjana Maria     | 156                 | 155    | 3-2 (0)         | Poules   |
| 5/WC | 128            | Liang Chen Wang Yafan                 | 44                  | 554    | 8-9 (0)         | Poules   |
| 6/WC | 203            | Yang Zhaoxuan You Xiaodi              | **                  | **     | 0-0 ^           | Finale   |

### Groupe Lotus
| - Andreja Klepač Arantxa Parra Santonja (no 1) | - Oksana Kalashnikova Tatjana Maria (no 4) | - Yang Zhaoxuan You Xiaodi (no 6) |

#### Résultats
| Date              | Vainqueurs                            | Adversaires                           | Score             | Durée      |
| ----------------- | ------------------------------------- | ------------------------------------- | ----------------- | ---------- |
| 1er novembre 2016 | Andreja Klepač Arantxa Parra Santonja | Oksana Kalashnikova Tatjana Maria     | 6-1, 7-61         | 1 h 13 min |
| 3 novembre 2016   | Yang Zhaoxuan You Xiaodi              | Andreja Klepač Arantxa Parra Santonja | 6-3, 6-3          | 1 h 5 min  |
| 5 novembre 2016   | Oksana Kalashnikova Tatjana Maria     | Yang Zhaoxuan You Xiaodi              | 1-6, 7-63, [10-7] | 1 h 29 min |

#### Classement
| Rang poule | Équipe                                | Match(s) G-P | Set(s) G-P | Jeux G-P     |
| ---------- | ------------------------------------- | ------------ | ---------- | ------------ |
| 1          | Yang Zhaoxuan You Xiaodi              | 1-1          | 3-2 (60 %) | 24-15 (62 %) |
| 2          | Andreja Klepač Arantxa Parra Santonja | 1-1          | 2-2 (50 %) | 19-19 (50 %) |
| 3          | Oksana Kalashnikova Tatjana Maria     | 1-1          | 2-3 (40 %) | 16-25 (39 %) |

### Groupe Orchidée
| - İpek Soylu Xu Yifan (no 2) | - Anastasia Rodionova Olga Savchuk (no 3) | - Liang Chen Wang Yafan (no 5) |

#### Résultats
| Date            | Vainqueurs                       | Adversaires                      | Score            | Durée      |
| --------------- | -------------------------------- | -------------------------------- | ---------------- | ---------- |
| 2 novembre 2016 | İpek Soylu Xu Yifan              | Anastasia Rodionova Olga Savchuk | 6-3, 6-4         | 1 h 12 min |
| 4 novembre 2016 | İpek Soylu Xu Yifan              | Liang Chen Wang Yafan            | 6-4, 3-6, [10-6] | 1 h 22 min |
| 5 novembre 2016 | Anastasia Rodionova Olga Savchuk | Liang Chen Wang Yafan            | 6-4, 7-5         | 1 h 15 min |

#### Classement
| Rang poule | Équipe                           | Match(s) G-P | Set(s) G-P | Jeux G-P     |
| ---------- | -------------------------------- | ------------ | ---------- | ------------ |
| 1          | İpek Soylu Xu Yifan              | 2-0          | 4-1 (80 %) | 22-17 (56 %) |
| 2          | Anastasia Rodionova Olga Savchuk | 1-1          | 2-2 (50 %) | 20-21 (49 %) |
| 3          | Liang Chen Wang Yafan            | 0-2          | 1-4 (20 %) | 19-23 (45 %) |

### Finale
|  |                          |                 |            |            |            |
|  | Finale                   |                 |            |            |            |
|  | 6 novembre 2016          | 6 novembre 2016 | 1 h 26 min | 1 h 26 min | 1 h 26 min |
|  | 6 novembre 2016          | 6 novembre 2016 | 1 h 26 min | 1 h 26 min | 1 h 26 min |
|  | Yang Zhaoxuan You Xiaodi | (6/WC)          | 4          | 6          | 7          |
|  | Yang Zhaoxuan You Xiaodi | (6/WC)          | 4          | 6          | 7          |
|  | İpek Soylu Xu Yifan      | (2)             | 6          | 3          | 10         |